# 아시안 하이웨이 45호선
아시안 하이웨이 45호선(AH45)은 인도의 콜카타와 크리슈나기리를 사이에 둔 아시안 하이웨이 노선망으로, 인도의 일반 국도의 일원으로 이루어진 도로망이도 하며, 총 연장은 1,891.98 km로 이루어져 있다. 해당 노선의 경로를 보면 첸나이와 크리슈나기리 사이의 구간은 NH 16과 NH 48로 각각 구성되어 있다.